# Microcebus sambiranensis
Microcebus sambiranensis är en art i släktet musmakier som förekommer på nordvästra Madagaskar.
Ett exemplar av obestämd kön hade en kroppslängd (huvud och bål) av 117 mm och en svanslängd av 141 mm. Andra individer vägde 20 till 40 g. Pälsen på ovansidan är intensiv rödbrun till kanelfärgad. Den blir ljusare fram mot sidorna och undersidan är ljusbrun. Hos flera exemplar är en längsgående strimma på ryggens topp lite mörkare. Näsryggen är ovanför spetsen vit och sedan bärnstensfärgad. Kring varje öga finns en smal svart ring. Svansens främre del har en ljusbrun färg och bakre delen är mörkbrun. På händer och fötter förekommer ljusröda till vita hår.
Arten har en större population vid halvön Ampasindava och en liten population längre söderut. Den lever i kulliga områden mellan 300 och 1600 meter över havet. Utbredningsområdet ligger vid gränsen av torra och fuktiga skogar. Microcebus sambiranensis besöker angränsande jordbruksmark och trädgårdar.
Individerna går på fyra ben och hoppar. De vilar ofta flera timmar och sedan klättrar de snabba 10 till 20 meter framåt. De har blad, frukter, unga växtskott samt nattfjärilar och andra leddjur som föda. Vid viloplatsen registrerades ensamma individer och par av samma eller av olika kön. De vistas i ett territorium som är 0,9 till 1,5 hektar stort. Reviren av olika exemplar överlappar varandra. Viloplatsen är gömd bakom klätterväxter eller i det täta bladverket.
Beståndet hotas av svedjebruk samt av skogsröjningar när ved eller träkol produceras. Utbredningsområdet uppskattas vara 1500 km² stort. IUCN listar arten som starkt hotad (EN).